# Otto-Schott-Gymnasium
Das Otto-Schott-Gymnasium (ehemals Gymnasium Gonsenheim; kurz: GyGo, früher bekannt als Gonsbach-Gymnasium) ist ein 1972 gegründetes Gymnasium im Mainzer Stadtteil Gonsenheim. Schulträger der im Gonsbachtal gelegenen Bildungseinrichtung ist die Stadt Mainz. Das Gymnasium wurde im Dezember 2011 auf Beschluss des Stadtrates der Stadt Mainz nach dem deutschen Chemiker und Glastechniker Otto Schott benannt.
Das Otto-Schott-Gymnasium bildet einen Verbund mit der Schule für Hochbegabtenförderung und Internationale Schule (kurz: hbf/is), die zum Schuljahr 2004/2005 eingerichtet wurde.

## Pädagogisches Konzept
Seit dem Schuljahr 2008/2009 ist das Otto-Schott-Gymnasium ein G8- und Ganztagsgymnasium. Der Unterricht ist im Doppelstundenmodell organisiert. Der erarbeitete Lernstoff wird in kleinen Gruppen geübt und vertieft. Insbesondere im Bereich der Rechtschreib- und Lesekompetenz existieren individuelle Förderangebote.

## Schwerpunkte
Ein Schwerpunkt ist MINT (Mathematik, Informatik, Naturwissenschaft, Technik). Das Otto-Schott-Gymnasium wurde als eine von neunzehn Schulen von Rheinland-Pfalz als mathematisch-naturwissenschaftliches Excellence Center ausgezeichnet und darf sich daher MINT-EC-Schule nennen. Ebenfalls hat die Schule den Hochbegabtenzweig (hbfis – Hochbegabtenförderung / internationale Schule), welche mit separatem Lehrplan die einzige öffentliche Hochbegabtenschule in Rheinland-Pfalz ist. Hervorzuheben ist auch, dass ein Leistungskurs im Fach Informatik angeboten wird. Als erste Fremdsprache werden Englisch, bzw. Französisch im bilingualen Zug angeboten (Möglichkeit zum Erwerb des französischen Baccalauréats). Aus den Bereichen Musik, Neue Medien, Naturwissenschaften, Sport und Theater bestehen über 100 AGs. Die Schule pflegt Austauschkontakte zu Bildungseinrichtungen in Frankreich, Vereinigtes Königreich, Italien, Israel und den Vereinigten Staaten.

## Geschichte
Die Schule wurde 1972 gegründet. Erster Direktor war Manfred Brixius, der vom bischöflichen Willigis-Gymnasium kommend, am 1. Februar 1972 zum Schulleiter ernannt wurde. Im Jahr 1975 konnte der erste Abiturjahrgang verabschiedet werden. Nennenswerte Meilensteine der Schulgeschichte sind die Einrichtung des deutsch-französischen bilingualen Zuges (1982) und des neuen Schulzweiges für Hochbegabtenförderung (2004), die Sanierung des Schulgebäudes (2001–2006), die Einführung der 8-jährigen Gymnasialzeit mit Ganztagsschule (2008), sowie der Mensa-Neubau (2010–2012). Seit September 2018 ist Frank Fritzinger Schulleiter.

## Bekannte Lehrer
- Heinz Leiwig (1936–2018, tätig am Gymnasium ab 1973)
- Gert Metz (1942–2021, tätig am Gymnasium 1974–2003)

## Bekannte Schüler
- Michael Ebling (* 1967), Politiker (SPD)
- Gundula Gause (* 1965), Nachrichtenmoderatorin
- Marcel Herrnsdorf (* 1994, Abitur 2013), Schauspieler
- Martina Renner (* 1967, Abitur 1986), Politikerin (Die Linke)
- Marleen Schimmer (* 2000), Fußballspielerin